# Eva Mühlenbäumer
Eva Mühlenbäumer (* 1984 in Dortmund) ist eine deutsche Journalistin und Fernsehmoderatorin.

## Leben
Nach dem Abitur studierte Mühlenbäumer Kommunikationswissenschaft, Anglistik und Politikwissenschaft und war nebenher beim WDR Fernsehen als freie Autorin tätig. Während ihres Volontariats beim ZDF in Mainz durchlief sie unter anderem Stationen bei hallo deutschland, sonntags und der heute-show. Seit 2012 ist sie in Düsseldorf bei Volle Kanne als Redakteurin und Reporterin im Einsatz. Seit dem Jahr 2018 ist sie für das ZDF-Wirtschaftsmagazins WISO tätig. Ebenso ist sie seit April 2019 in der Sendung Volle Kanne im wöchentlichen Wechsel neben Nadine Krüger und Carsten Rüger zu sehen.

### Fernsehmoderationen
- 2018–2019: WISO, ZDF
- seit 2019: Volle Kanne, ZDF